# Sivantos
 Der er for få eller ingen kildehenvisninger i denne artikel, hvilket er et problem. Du kan hjælpe ved at angive troværdige kilder til de påstande, som fremføres i artiklen.

Sivantos er en producent af høreapparater og en del af WS Audiology Group (se afsnittet historie) Virksomheden omfatter bl.a. varemærkeet Signia og driver virksomhed globalt.

## Historie
Virksomheden var tidligere ejet af Siemens AG og hed Siemens Audiology Solutions. Efter at være ejet af kapitalfonden EQT fra 2015-2019, fusionerede Sivantos i 2019 med den danske familieejede høreapparatsproducent Widex. Det nye firma er WS Audiology (en) (WSA). EQT er forsat medejer af WS Audiology